# Kara Braxton
Kara Liana Braxton (* 18. Februar 1983 in Jackson, Michigan, Vereinigte Staaten) ist eine professionelle Basketball-Spielerin. Zuletzt spielte sie in der Saison 2014 für die New York Liberty in der Women’s National Basketball Association.

## Karriere

### College
Kara Braxton spielte bis 2005 für das Damen-Basketballteam der University of Georgia. Braxton galt als großes Talent am College, jedoch fiel sie immer wieder durch undiszipliniertes Verhalten auf, beispielsweise kam sie immer wieder zu spät zum Training.

### Women’s National Basketball Association
Braxton wurde im WNBA Draft 2005 von den Detroit Shock an der siebten Stelle ausgewählt. Experten waren der Meinung, dass sie im Draft schon früher ausgewählt worden wäre, wenn sie am College nicht mehrmals negativ aufgefallen wäre. In der Saison 2005 wurde Braxton ins WNBA All-Rookie Team gewählt, des Weiteren erzielte sie durchschnittlich 6,9 Punkte und 3 Rebounds pro Spiel. In der Saison 2006 rechneten viele mit einer Leistungssteigerung von Braxton, jedoch bekam sie weniger Spielzeit und hatte deshalb am Ende der Saison einen geringeren Punkteschnitt als noch in ihrer Rookie-Saison. Trotzdem spielte sie eine wichtige Rolle beim Gewinn der WNBA-Meisterschaft. Nach dieser Saison transferierten die Shock Center Ruth Riley zu den San Antonio Silver Stars, deshalb rückte sie in der Saison 2007 in die Startformation der Shock. Braxton wurde während der Saison in die Startformation des Eastern Conference All-Star Team gewählt. Am Ende der regulären Saison wurde Braxton für zwei Spiele gesperrt, nachdem bekannt wurde, dass sie ein Auto unter Alkoholeinfluss steuerte. Braxton beendete diese Saison, in der die Shock Vize-Meister wurden, mit einem Schnitt von 6,7 Punkten und 5,4 Rebounds pro Spiel. In der Saison 2008 zählte sie nicht mehr regelmäßig zur Startformation des Teams, sie bekam aber ähnlich viel Spielzeit wie zuvor und konnte mit dem Team wieder die WNBA-Meisterschaft gewinnen. Die Spielzeit 2009 verlief für Kara Braxton ähnlich, aber der mannschaftliche Erfolg blieb diesmal aus. Vor der Saison 2010 zog das Team der Shock nach Tulsa um und sie spielte weiter für das Franchise. Dort zählte sie wieder regelmäßig zu Startformation und ihre statistischen Werten blieben auf dem Niveau der Vorsaisons. Während der Saison wechselte Kara Braxton zum Team der Phoenix Mercury für die sie auch im Jahr 2011 aktiv war. Während ihrer Zeit in Phoenix konnte sie einen Punkteschnitt von über 10 Punkten pro Spiel erzielen, was die höchsten Werte ihrer Karriere waren. Auch in der Spielzeit 2011 stand für sie ein Vereinswechsel an. Diesmal waren die New York Liberty das neue Team. Nachdem sie zu Beginn dort nur Ergänzungsspielerin war, steigerten sich in den beiden folgenden Saison ihre Einsatzzeiten und dadurch auch ihrer statistischen Werte. In der Saison 2013 stand Braxton fast in jedem Spiel in der Startformation der Liberty. Ihr WNBA-Karriere endete vorläufig im Jahr 2014 nach nur vier Kurzeinsätzen für das Team aus New York.
Bis zu diesem Zeitpunkt bestritt sie in 10 WNBA-Saisons in der regulären Saison 297 Spiele, dabei stand sie 120 Mal in der Startformation und erzielte 2247 Punkte, 1392 Rebounds und 282 Assists. In 46 Playoff-Partien (davon 11 in der Startformation) erzielte sie 332 Punkte, 207 Rebounds und 37 Assists.

### Europa
In der WNBA-Saisonpause spielte Braxton wie viele WNBA-Spielerinnen in Europa. Für das polnische Team Wisła Can-Pack Krakau war sie bereits zweimal im Einsatz. In der Saison 2005/06 und 2007/08 gewann sie mit den Wisła Can-Pack Krakau die polnische Meisterschaft. Außerdem war sie auch für Teams aus Italien und der Türkei aktiv.